# Gaya dentata
Gaya dentata är en malvaväxtart som beskrevs av A. Krapovickas. Gaya dentata ingår i släktet Gaya och familjen malvaväxter. Inga underarter finns listade i Catalogue of Life.